# Llista de bisbes catalans el 2014
A 20 d'abril de 2014, aquests són els bisbes de l'Església Catòlica naturals de Catalunya, ordenats alfabèticament:
- Busquets i Jordà, Màrius (Vilobí d'Onyar, 03.03.1935), bisbe de Chuquibamba, Perú (ordenat 24.03.2001).
- Buxarrais i Ventura, Ramon (Santa Perpètua de Mogoda, 12.12.1929), bisbe de Zamora (ordenat 03.10.1971) i de Màlaga (13.04.1973). Retirat (11.11.1991).
- Camprodon i Rovira, Jaume (Torelló, 18.12.1936), bisbe de Girona (21-10-1973). Retirat (30.10.2001).
- Carrasco de Paula, Ignasi, Opus Dei (Barcelona, 25.10.1937), bisbe titular de Thapsus (ordenat 09.10.2010), president de la Pontifícia Acadèmia per a la Vida.
- Casaldàliga i Pla, Pere, C.M.F. (Balsareny, 16.02.1928), bisbe titular d'Altava i prelat de São Félix, Mato Grosso, Brasil (23.10.71). Retirat (02.02.2005).
- Casanova i Casanova, Romà (Deltebre, 29.08.1956), bisbe de Vic (ordenat 14.09.2003).
- Ciuraneta i Aymí, Francesc Xavier (La Palma d'Ebre, 12.03.1940), bisbe de Menorca (ordenat 14.09.1991) i de Lleida (29.10.1999). Retirat (08.03.2007).
- Cristau i Coll, Salvador (Barcelona, 15.04.1950), bisbe titular d'Aliezira i auxiliar de Terrassa (ordenat 26.06.2010).
- Godayol i Colom, Joan, S.D.B. (Mataró, 04.09.1943) prelat d'Ayaviri, Perú (ordenat 04.01.1992). Retirat (18.02.2006).
- Gordo i Rodríguez, Sergi (Barcelona, 23.03.1967), bisbe preconitzat titular de Cenae i electe auxiliar de Barcelona (nomenat 19.06.2017).
- Martínez i Sistach, Lluís (Barcelona, 29.94.1937), bisbe titular d'Aliezira i auxiliar de Barcelona (ordenat 27.12.1987), bisbe de Tortosa (17.05.1991), arquebisbe de Tarragona (20.02.1997), arquebisbe de Barcelona (15.06.2004), cardenal del títol de S. Sebastiano alle Catacombe (24.11.2007).
- Masalles i Pere, Víctor-Emili (Barcelona, 29.06.1961), bisbe titular de Girba i auxiliar de Santo Domingo, República Dominicana, (ordenat 29.06.2010).
- Novell i Gomà, Xavier (Ossó de Sió, 20.04.1969), bisbe de Solsona (ordenat 12.12.2010).
- Pardo i Artigas, Francesc (Torrelles de Foix, 26.06.1946), bisbe de Girona (ordenat 19.10.2008).
- Pujol i Balcells, Jaume, Opus Dei (Guissona, 08.02.1944), arquebisbe de Tarragona (ordenat 19.09.2004).
- Sala i Ribera, Isidre (Bergús, 03.03.1933), bisbe auxiliar de Cluentum i auxiliar d'Abancay, Perú (14.12.1986), bisbe coadjutor d'Abancay (07.04.1990), bisbe sede plena d'Abancay (ordenat 01.12.1992). Retirat (20.06.2009).
- Solé i Fa, Lluís Felip, C.M. (Tarragona, 23.07.1946), bisbe de Trujillo, Hondures (ordenat 29.06.2005).
- Soler i Perdigó, Carles (Barcelona, 12.09.1932), bisbe titular de Pandosia i auxiliar de Barcelona (ordenat 22.09.1991), bisbe de Girona (30.10.2001). Retirat (16.07.2008).
- Traserra i Cunillera, Jaume (Granollers, 11.07.1934), bisbe titular de Selemselae i auxiliar de Barcelona (ordenat 05.09.1993), bisbe de Solsona (28.07.2001). Retirat (03.11.2010).
- Vives i Sicília, Joan Enric (Barcelona, 24.07.1949), bisbe titular de Nona i auxiliar de Barcelona (ordenat 05.09.1993), bisbe coadjutor d'Urgell (25.06.2001), bisbe sede plena d'Urgell i copríncep d'Andorra (12.05.2003), arquebisbe ad personam (19.03.2010).